# Народ
 За етническата категория вижте Етническа група.  
Народът е общност от хора, обединени на етническа (етническа група), политическа (нация) или териториална основа (населението на дадена страна). В много съвременни държави народният суверенитет е теоретичната основа на държавната власт.